# 科林·M·史密斯
科林·史密斯（英語：Colin Smith，1983年9月23日—），英国男子赛艇运动员。他曾代表英国参加2008年夏季奥林匹克运动会赛艇比赛，获得男子八人单桨有舵手银牌。